# Ireland Online
Ireland On-Line (IOL) é um grande provedor de internet da Irlanda. 